# 志位正人
志位 正人（しい まさと、1889年10月22日 - 1945年5月6日）は、日本の陸軍軍人。最終階級は陸軍中将。兵科は砲兵。

## 経歴
東京府出身。第百五十一国立銀行取締役兼支配人や十八銀行熊本支店長を務めた志位一蔵の長男として生まれる。1909年（明治42年）、陸軍士官学校に入校。1911年（明治44年）5月、同校（23期）を卒業。同年12月、砲兵少尉任官。
1938年（昭和13年）3月、砲兵大佐に昇進。同年12月、名古屋兵器支廠長に就任。1940年（昭和15年）3月、大阪兵器補給廠長に異動。1941年（昭和16年）11月、第15軍兵器部長に就任し太平洋戦争を迎え、ビルマの戦いに参戦。
1943年（昭和18年）3月、緬甸方面軍兵器部長に就任。同年6月1日、陸軍兵器行政本部監督官に転じ、同年8月、陸軍少将に進む。1945年（昭和20年）5月に殉職し陸軍中将に進級。

## 親族
- 二男 志位正二（陸軍少佐）
- 五男 志位明義（日本共産党船橋市議会議員）
- 孫 志位和夫（衆議院議員、日本共産党中央委員会議長、志位明義の息子）